# Herbert Perry
Herbert Spencer Perry (Ladybrand, 23 januari 1894 - Bridport, 20 juli 1960) was een Brits schutter.

## Carrière
Perry werd in Zuid-Afrika geboren. Hij won in 1924 met het Britse team olympisch goud op de onderdeel lopend hert lopend hert dubbelschot.

### Olympische Zomerspelen
| Jaar | Plaats | Resultaten                                                                    |
| ---- | ------ | ----------------------------------------------------------------------------- |
| 1924 | Parijs | 13e lopend hert dubbelschot team mannen · lopend hert dubbelschot team mannen |